# Замък Хърст
Замъкът на Хърст (на английски: Hearst Castle) е национален исторически паметник на САЩ, намиращ се на тихоокеанското крайбрежие на Калифорния, приблизително на половината път между Лос Анджелис и Сан Франциско. Главното имение се намира на „Омагьосания хълм“ (на испански: La Cuesta Encantada) на 8 km от океана. Къщата разполага с 56 спални, 61 тоалетни, 19 всекидневни, в имението има няколко басейни и тенис кортове, кино, летище и най-голямата частна зоологическа градина в света (в момента в нея няма животни). Днес замъкът на Хърст е музей, отворен за обществеността като национален парк на щата Калифорния, Той се намира далеч от градските центрове, но със своите значителни художествени съкровища и легендарна история успява да привлече около милион посетители годишно.

## История
Първоначалното място от 160 km² в Северна Калифорния е закупено от сенатор Джордж Хърст през 1865 г. Първата сграда е къща в духа на Викторианска Англия, която остава на разположение на неговите потомци. След смъртта на вдовицата на сенатора през 1919 г. имението (чиято площ по това време е нараснала до 250 хиляди акра) е наследено от сина на сенатора, известния медиен магнат Уилям Рандолф Хърст. По негова инициатива замъкът Хърст е украсен с величествени сгради, донесли световна слава на това кътче от Калифорния.
До 1947 г. той непрекъснато достроява, разрушава и презастроява своя замък, който обикновено нарича „ранчото“. Архитектът, когото наема, е Джулия Морган. Нейният биограф Марк А. Уилсън я описва като „първата независима жена архитект на пълен работен ден в Америка“. Тя еклектично смесва стилове от различни периоди от европейската история: основната къща прилича на испанска катедрала от епохата на платереско, а на ръба на басейна на Нептун живописно е разположен павилион с древен римски фронтон, пренесен от Средиземноморието. За украса на имението от Европа са доставени много произведения на изкуството (включително гигантски плафони).
Вечер в имението се провеждат приеми; смятало се за голяма чест да получиш покана за тях. В допълнение към безбройните холивудски звезди, в къщата на Хърст на партитата са присъствали и много други знаменитости, сред тях Калвин Кулидж, Франклин Рузвелт, Уинстън Чърчил, Чарли Чаплин.
През 1947 г. собственикът на къщата, по съвет на лекарите, е принуден да напусне морския бряг. Десет години по-късно неговата корпорация прехвърля замъка Хърст на държавата при условие, че семейство Хърст ще запази правото да пребивава на негова територия.
През 2014 г. в замъка е заснет видеоклипът към песента G.U.Y. на певицата Лейди Гага, а самата изпълнителка дарява 250 хил. щ.д. за реставрация на имението.

## Ксанаду
Замъкът Хърст е послужил като прототип на грандиозното имение Ксанаду, построено от Чарлз Фостър Кейн във филма на Орсън Уелс „Гражданинът Кейн“ (1941 г.). Флоридското имение на Кейн е описано като най-голямото в света – „най-скъпият паметник, построен от човек в чест на самия себе си след пирамидите“. Събраните там произведения на изкуството биха били достатъчни, за да напълнят десет музея.
За да спази бюджета, Уелс не изгражда модел на имението. За изобразяване на външния вид на замъка във филма са използвани графики върху матирано стъкло. Непроницаемите стени на осветения от здрач Ксанаду винаги са заобиколени от зловеща гъста мъгла. Интериорът е заснет отдолу и леко диагонално, подчертавайки гигантоманията на Кейн и самотата на къщата, превърнала се в затвор на неговия собственик, както и празнотата на вътрешния му живот.

## Допълнително четиво
- Lewis, O. (1958). Fabulous San Simeon; a history of the Hearst Castle, a Calif. state monument located on the scenic coast of Calif., together with a guide to the treasures on display Архив на оригинала от 2007-09-29 в Wayback Machine.. San Francisco: California Historical Society.
- Collord, M., & Miller, A. (1972). Castle fare: featuring authentic recipes served in Hearst Castle Архив на оригинала от 2007-09-29 в Wayback Machine.. San Luis Obispo, CA: Blake Printery.
- Boulian, D. M. (1972). Enchanted gardens of Hearst Castle Архив на оригинала от 2007-09-29 в Wayback Machine.. Cambria, Calif: Phildor Press.
- Martin, C. (1977). Hearst Castle: mythology, legend, history in art Архив на оригинала от 2007-09-29 в Wayback Machine.. Cambria, Calif: Galatea Publications.
- Morgan, J., Hearst, W. R., & Loe, N. E. (1987). San Simeon revisited: the correspondence between architect Julia Morgan and William Randolph Hearst. San Luis Obispo, Calif: Library Associates, California Polytechnic State University.
- Blades, J., Nargizian, R. A., & Carr, G. (1993). The Hearst Castle collection of carpets: fine rug reproductions Архив на оригинала от 2007-09-29 в Wayback Machine.. Santa Barbara, Calif: Jane Freeburg.
- Kastner, V. (1994). Remains to be seen: remains of Spanish ceilings at Hearst Castle[неработеща препратка]. San Simeon, CA: Hearst San Simeon State Historic Monument.
- Loe, N. E. (1994). Hearst Castle: an interpretive history of W.R. Hearst’s San Simeon estate Архив на оригинала от 2007-09-29 в Wayback Machine.. [S.l.]: ARA Services.
- Sullivan, J. (1996). Castle chronicles: : «sketching around Hearst Castle» Архив на оригинала от 2007-09-29 в Wayback Machine.. Los Osos, Calif: The Bay News?.
- California. (2001). Hearst Castle: Hearst San Simeon State Historical Monument. Sacramento, CA: California State Parks.